# Konrad-Kocher-Schule
Die Konrad-Kocher-Schule (KKS) war eine Grund- und Hauptschule mit Werkrealschule und spätere Grundschule in Ditzingen im Landkreis Ludwigsburg. Der Bau der dreizügigen Grund- und zweizügigen Hauptschule mit Sportbereich folgte dem vom Deutschen Städtetag aufgestellten Raumprogramm für Schulbauten. Die gesamte Konstruktion ist in Stahlbeton-Bauweise mit Fertigteilverkleidung erstellt, die Außenflächen in Sichtbeton gestaltet.

## Geschichte
Die Konrad-Kocher-Schule ging auf die 1559 erstmals nachgewiesene Ditzinger Volksschule zurück. 1964 wurde an der Volksschule ein Mittelschulzug eingerichtet, aus dem die heutige Realschule in der Glemsaue hervorging. Da das 1913 errichtete und in der Nachkriegszeit mehrfach erweiterte Gebäude der Wilhelmschule an der Weilimdorfer Straße für die gewachsenen Schülerzahlen nicht mehr ausreichte, beschloss der Gemeinderat der Stadt Ditzingen 1966 den Neubau einer Grund- und Hauptschule im Osten der Stadt und schloss noch im gleichen Jahr der Grunderwerb mit einer Fläche von rund 1,8 Hektar ab. Mit der Planung und Bauleitung wurde das Stadtbauamt Ditzingen beauftragt. Baubeginn war im Oktober 1967. 1969 wurden die Arbeiten abgeschlossen und das Gebäude am 12. September 1969 im Rahmen der Feierlichkeiten zum 1200-jährigen Gemeindejubiläum seiner Bestimmung übergeben. Ihren Namen erhielt die Schule nach dem in Ditzingen geborenen Organisten und Komponisten Konrad Kocher (1786–1872). Zum Schuljahresbeginn 1969/70 wurde der Schulbetrieb aufgenommen. Erster Rektor war Otto Polk (bis 1993). Teile des Grundschulbetriebs wurden in späteren Jahren wieder in das Gebäude der Wilhelmschule ausgelagert.
1979/80 nahm die Konrad-Kocher-Schule als eine der ersten Schulen im Schulbezirk an dem Schulversuch „Hauptschule mit erweitertem Bildungsangebot“ teil. 1983 wurde für beide Schulzweige eine Schulbücherei eingerichtet, 1991 die Kernzeitbetreuung eingeführt. Im Sommer 1992 wurden die im Gebäude der Wilhelmschule untergebrachten Klassen als eigenständige Grundschule verselbständigt. Die Konrad-Kocher-Schule hatte damit noch etwa 500 Schüler in 11 Grund- und 10 Hauptschulklassen. 1993 wurde nach einjähriger Bauzeit eine neue Sporthalle eingeweiht.
Seit 1995 war die Konrad-Kocher-Schule Grund- und Hauptschule mit Werkrealschule und zehnter Jahrgangsstufe. Sie wurde Mittelpunktschule für Schüler aus Gerlingen, Hirschlanden und Ditzingen. Ein dreigeschossiger Erweiterungsbau am Grundschulgebäude wurde am 15. März 1997 durch Oberbürgermeister Alfred Fögen seiner Bestimmung übergeben. Seit 2001 besteht ein Förderverein der Schule.
Nach 2013 wurde der Hauptschulstandort aufgegeben und die zuletzt einzügige Hauptschule mit der Theodor-Heuglin-Schule in Hirschlanden zu einer Gemeinschaftsschule vereinigt. Die Grundschule besteht unverändert fort. Der frühere Hauptschultrakt wurde 2022 abgerissen, um Platz für eine Erweiterung der Grundschule zu machen. Am 1. Februar 2024 wurde die Konrad-Kocher-Schule mit der Grundschule Wilhelmschule zur Zentralen Grundschule Ditzingen unter dem Namen Doris-Leibinger-Grundschule vereinigt. Der bisherige Name wird im Zuge des Vereinigungsprozesses aufgegeben.

## Schulpartnerschaft
Seit 1992 pflegte die Konrad-Kocher-Schule eine Schulpartnerschaft mit der Jozef-Implom-Schule in Gyula, der ungarischen Partnerstadt Ditzingens.